# イマームハッサン・モスク
イマームハッサン・モスク (ペルシア語: مسجد امام حسن、とは、イランの都市マシュハドに建設されたモスクである。